# 3221 км Большедорожное
3221 км Большедорожное — населённый пункт в Чулымском районе Новосибирской области России. Входит в Кабинетный сельсовет. Появился при железной дороге в 1896 году, также указывался в источниках как посёлок. В годы Гражданской войны стал местом боестолкновения между красными и белыми (части А. В. Колчака).
Со временем опустел, население по состоянию на 2010 год — 1 человек. Социальной инфраструктуры нет. С 1964 года функционирует остановочный пункт Западно-Сибирской железной дороги, имеется памятник жертвам Гражданской войны.

## Топоним
Также упоминается как посёлок Большедорожное и Большедорожный. До 2017 года населённый пункт имел официальное название Остановочная Платформа 3221 км Большедорожное, позже оно было изменено, как и у других НП, областным законом: из названия были исключены слова «остановочная платформа».

## География
Расположен в центральной части области, в пределах Западно-Сибирского подтаёжно-лесостепного района лесостепной зоны. Площадь населённого пункта — 1 гектар. В пешей доступности от него проходит автомагистраль федерального значения «Иртыш», до самого же населённого пункта организован подъезд от дороги Иткуль — Секты. Местность вокруг открытая, местами лесистая, иногда заболоченная. Расстояние до райцентра Чулыма по автодорогам составляет 18 км, до центра региона Новосибирска — 153 км, по ж/д — 16 км и 115 км соответственно. Ближайший населённый пункт — село Кабинетное, центр сельсовета. Согласно ОКАТО и КЛАДР, имеется одна улица — Транспортников.

### Климат
Климат резко континентальный. Вегетационный период длится 150—160 дней. Относительная влажность воздуха зимой — более 80 %, в осенние месяцы — обычно от 55 до 65 %, в засушливый период — не больше 30 %. Территория Кабинетного сельсовета подвержена действию периодических засух и суховеев. Весенне-летние засухи проходят каждые 3—4 года. Наибольшее число осадков выпадает летом. Большинство дней в году — со сплошной или частичной облачностью. Ветер дует преимущественно с юго-запада.

## История
Населённый пункт как поселение был основан в 1896 году во время строительства Транссибирской магистрали при Московском тракте. В источнике 1909 года упоминается, что переселенцами из России основан посёлок Большедорожное, в то же время в изданном в 1911 году «Списке населённых мест Томской Губернии» такого населённого пункта на землях Томской губернии ещё не числится
Через Большедорожное проходил Московский тракт. Жители вели различное хозяйство: в частности, разводили гусей, скот, занимались сельским хозяйством. Школа и магазины отсутствовали.
В годы Гражданской войны населённый пункт пострадал от белого террора: согласно воспоминаниям жителей, белогвардейцы убивали местных жителей. 9 декабря 1919 года на южной окраине селения произошёл бой между отступающими в восточном направлении воинскими частями адмирала А. В. Колчака и подразделениями 5-й армии РККА командарма Генриха Эйхе).
По состоянию на 1926 год посёлок Большедорожный относился к Чулымскому району Новосибирского округа Сибирского края и включал в себя 35 хозяйств.
В 1964 году здесь был открыт одноимённый остановочный пункт. К 1985 году посёлок уже был в несколько раз меньше соседних населённых пунктов и обозначался на топографической карте просто как «остановочный пункт» при железной дороге без указания собственного названия, на другой топографической карте, составленной по данным на 1997 год, обозначался как «остановочный пункт 3221 км».
28 сентября 2018 года рядом с населённым пунктом — на том месте, где в 1919 году был бой между красными и белыми — был открыт памятник, посвящённый погибшим на Гражданской войне: поднятые к небу два скрещённых штыка олицетворяют примирение между враждующими сторонами, под ними располагаются поклонный крест и плита с надписью. До установки памятника вдоль железной дороги проводились раскопки, в ходе которых были обнаружены предметы времён боевых действий тех времён — части оружия и обмундирования, осколки снарядов и пули.
К 2019 году в населённом пункте остались разрушенные фундаменты, территория заросла бурьяном и лебедой. Согласно «Генеральному плану МО Кабинетный сельсовет» населённый пункт предлагается упразднить «в связи с полным обезлюдиванием»: по прогнозу на 2025 и 2032 годы население в нём будет отсутствовать. Такое же предложение высказывается в Схеме территориального планирования Чулымского района.

## Население
| 2002 | 2007 | 2010 |
| ---- | ---- | ---- |
| 3    | ↘1   | →1   |

- 1896 — 23 человека[4].
- 1926 год — 152 человека[5].

По состоянию на 1926 год в населённом пункте числилось 82 мужчины и 70 женщин, по состоянию на 2002 год — один мужчина и две женщины. Согласно данным 2010 года, здесь проживал один мужчина.
В 1926 году преобладали русские. По переписи 2002 года всё население было русским.

## Инфраструктура
В населённом пункте по данным на 2007 год отсутствовали социальные учреждения. 3221 км Большедорожное состоит из двух домов. Действует электрифицированный остановочный пункт Большедорожное Западно-Сибирской железной дороги на 3221-м километре Транссиба с платформой, на котором останавливаются поезда пригородного сообщения и проходит посадка и высадка пассажиров. Населённый пункт удалён от сетей связи.